# توقف‌ناپذیر (فیلم ۲۰۱۰)
توقف‌ناپذیر (به انگلیسی: Unstoppable) یک فیلم اکشن و دلهره‌آور آمریکایی به کارگردانی تونی اسکات است که توسط مارک بومبک نوشته شده است. دنزل واشنگتن و کریس پین از بازیگران این فیلم هستند.
داستان این فیلم‌ درباره یک قطار به نام‌ ۷۷۷ است که راننده قطار از روی اشتباه قطار را روی اخرین توان ميگذارد و پیاده میشود و نمی‌تواند دوباره سوار شود و قطار با نهایت قدرت و سرعت درحال حرکت است و مسئولان راه اهن نمی‌تواند قطار را متوقف کند تا این که دومرد تلاش خود را برای توقف کردن این قطار ر به کار میبنند